# أمطار إيثان
أمطار إيثان (بالفارسية: اتان رینز) هو ممثل إيراني، ولد في 1981 في الولايات المتحدة.

## وصلات خارجية
- أمطار إيثان على موقع IMDb (الإنجليزية)
- أمطار إيثان على موقع ألو سيني (الفرنسية)
- أمطار إيثان على موقع أول موفي (الإنجليزية)
- أمطار إيثان على موقع كينوبويسك (الروسية)